# Giro del Belgio 1979
Il Giro del Belgio 1979, sessantatreesima edizione della corsa, si svolse in cinque tappe tra il 15 e il 19 aprile 1979, per un percorso totale di 860 km e fu vinto dal belga Daniel Willems.

## Tappe
| Tappa  | Data      | Percorso                      | km  | Vincitore di tappa    | Leader cl. generale |
| ------ | --------- | ----------------------------- | --- | --------------------- | ------------------- |
| 1ª-1ª  | 15 aprile | La Louvière (Cron. a squadre) | 12  | Ijsboerke-Warncke Eis |                     |
| 1ª-2ª  | 15 aprile | La Louvière > Bruges          | 157 | Jan Raas              |                     |
| 2ª     | 16 aprile | Bruges > Geel                 | 175 | Marc Demeyer          |                     |
| 3ª     | 17 aprile | Geel > Dilsen                 | 154 | Walter Planckaert     |                     |
| 4ª-1ª  | 18 aprile | Dilsen > Verviers             | 115 | Herman Van Springel   |                     |
| 4ª-2ª  | 18 aprile | Verviers (Cron. individuale)  | 12  | Daniel Willems        |                     |
| 5ª     | 19 aprile | Verviers > Bruxelles          | 235 | Eddy Verstraeten      | Daniel Willems      |
| Totale | Totale    | Totale                        | 860 |                       |                     |

## Dettagli tappa per tappa

### 1ª tappa-1ª semitappa
- 15 aprile: La Louvière – Cronometro a squadre – 12 km

Risultati
| Pos. | Squadra                 | Tempo  |
| ---- | ----------------------- | ------ |
| 1    | Ijsboerke-Warncke Eis   | 15'35" |
| 2    | Lano-Boule d'Or         | a 13"  |
| 3    | Marc Zeep Savon-Superia | a 19"  |

### 1ª tappa-2ª semitappa
- 15 aprile: La Louvière > Bruges – 157 km

Risultati
| Pos. | Corridore         | Squadra    | Tempo    |
| ---- | ----------------- | ---------- | -------- |
| 1    | Jan Raas          | TI-Raleigh | 3h48'44" |
| 2    | Walter Planckaert | Mini Flat  | s.t.     |
| 3    | Frans Van Looy    | KAS        | s.t.     |

### 2ª tappa
- 16 aprile: Bruges > Geel – 175 km

Risultati
| Pos. | Corridore         | Squadra   | Tempo    |
| ---- | ----------------- | --------- | -------- |
| 1    | Marc Demeyer      | Flandria  | 4h09'00" |
| 2    | Walter Planckaert | Mini Flat | s.t.     |
| 3    | Sean Kelly        | Splendor  | s.t.     |

### 3ª tappa
- 17 aprile: Geel > Dilsen – 154 km

Risultati
| Pos. | Corridore         | Squadra    | Tempo    |
| ---- | ----------------- | ---------- | -------- |
| 1    | Walter Planckaert | Mini Flat  | 3h45'00" |
| 2    | Piet van Katwijk  | TI-Raleigh | s.t.     |
| 3    | Fons van Katwijk  | Marc Zeep  | s.t.     |

### 4ª tappa-1ª semitappa
- 18 aprile: Dilsen > Verviers – 115 km

Risultati
| Pos. | Corridore           | Squadra   | Tempo    |
| ---- | ------------------- | --------- | -------- |
| 1    | Herman Van Springel | Marc Zeep | 2h53'00" |
| 2    | Dietrich Thurau     | Ijsboerke | a 15"    |
| 3    | Benny Schepmans     | Safir     | s.t.     |

### 4ª tappa-2ª semitappa
- 18 aprile: Verviers – Cronometreo individuale – 12 km

Risultati
| Pos. | Corridore        | Squadra    | Tempo  |
| ---- | ---------------- | ---------- | ------ |
| 1    | Daniel Willems   | Ijsboerke  | 20'38" |
| 2    | Gerrie Knetemann | TI-Raleigh | a 32"  |
| 3    | Dietrich Thurau  | Ijsboerke  | a 40"  |

### 5ª tappa
- 19 aprile: Verviers > Bruxelles – 235 km

Risultati
| Pos. | Corridore        | Squadra   | Tempo    |
| ---- | ---------------- | --------- | -------- |
| 1    | Eddy Verstraeten | Mini Flat | 5h48'00" |
| 2    | Marc Demeyer     | Flandria  | s.t.     |
| 3    | Walter Planckaer | Mini Flat | s.t.     |

## Classifiche finali

### Classifica generale
| Pos. | Corridore           | Squadra         | Tempo     |
| ---- | ------------------- | --------------- | --------- |
| 1    | Daniel Willems      | Ijsboerke       | 20h59'49" |
| 2    | Herman Van Springel | Marc Zeep       | a 41"     |
| 3    | Fons De Wolf        | Lano            | a 1'10"   |
| 4    | Michel Pollentier   | Splendor        | a 1'41"   |
| 5    | Gerrie Knetemann    | TI-Raleigh      | a 1'48"   |
| 6    | Lucien Van Impe     | KAS             | a 2'04"   |
| 7    | Jos Schipper        | Marc Zeep       | a 2'13"   |
| 8    | Marc Renier         | KAS             | a 2'20"   |
| 9    | Sean Kelly          | Splendor        | a 2'40"   |
| 10   | Guido Van Calster   | DAF Trucks-Aida | a 3'10"   |

### Classifica a punti
| Pos. | Corridore         | Squadra   | Punti |
| ---- | ----------------- | --------- | ----- |
| 1    | Walter Planckaert | Mini Flat | ?     |

### Classifica a squadre
| Pos. | Squadra               | Tempo |
| ---- | --------------------- | ----- |
| 1    | Ijsboerke-Warncke Eis | ?     |